# Leon Williams (baloncestista de 1991)
Leon Anthony Williams (Amersfoort,Utrecht, 19 de marzo de 1991) es un baloncestista neerlandés que pertenece al Donar Groningen de la FEB Eredivisie. Con una altura de 1,89 metros su posición en la cancha es la de Base.

## Trayectoria
Williams comenzó su carrera en las filas del West-Brabant Giants. La siguiente temporada jugó para Rotterdam Basketbal College. En 2012, firmó con Landstede Basketbal de Zwolle. En 2013, recibió el premio DBL Most Improved Player. Fue titular en el DBL All-Star en la temporada 2013-14 y también recibió el Premio MVP Sub-23 después de la temporada regular.
En 2015, Williams firmó un contrato de tres años con SPM Shoeters Den Bosch, pero solo jugaría durante una temporada antes de marchar a Alemania.
En 2016, firma por el Goettingen, equipo alemán de la BBL (primera liga alemana) en el que jugaría durante dos temporadas. La pasada 2017/18 en el equipo alemán promedio 18 minutos por partido, 4,7 puntos y 2 asistencias. 
En agosto de 2018 llega a España para firmar un contrato de una temporada por el TAU Castelló de la LEB Oro.
El 25 de junio de 2019 firma dos años de contrato con Donar de la Dutch Basketball League.
El 14 de mayo de 2020 firma un contrato temporal con el BG Göttingen de la liga alemana, al suspenderse la liga holandesa por el COVID-19.
Regresó y en su segundo año, en la 2020–21, fue incluido en el mejor quinto defensivo de la DB.

## Selección nacional
[actualizar]
En septiembre de 2022 disputó con el combinado absoluto neerlandés el EuroBasket 2022, finalizando en vigesimosegunda posición.